# Кольонія-Домбровиці
Кольонія-Домбровиці (пол. Kolonia Dąbrowice) — село в Польщі, у гміні Осьякув Велюнського повіту Лодзинського воєводства.
У 1975-1998 роках село належало до Серадзького воєводства.